# Пригорени (Јаши)
Пригорени (рум. Prigoreni) насеље је у Румунији у округу Јаши у општини Јон Некулче. Oпштина се налази на надморској висини од 94 m.

## Становништво
Према подацима из 2002. године у насељу је живело 699 становника, од којих су сви румунске националности.